# Warren Alpert Foundation Prize
O Warren Alpert Foundation Prize é uma premiação concedida anualmente a cientistas cujo trabalho levou à prevenção, cura ou tratamento de doenças humanas, e/ou cujas pesquisas constituem uma descoberta científica seminal com grandes expectativas de revolucionar o entendimento ou habilidade para tratar doenças. O prêmio foi estabelecido em 1987 pelo filantropo Warren Alpert e pela Warren Alpert Foundation.
O prêmio é administrado conjuntamente pela Harvard Medical School em Boston, Massachusetts e a Warren Alpert Foundation, localizada em Providence, Rhode Island. Um simpósio anual ocorre na Harvard Medical School, onde os laureados apresentam seus trabalhos. O prêmio consiste em uma gratificação monetária de US$ 500.000, uma citação e uma placa.

## Recipientes
| Ano       | Recipiente | Citação | Nationalidade                  |
| --------- | --- | --- | ------------------------------ |
| 1987      | Kenneth Murray, Universidade de Edimburgo | Pelo desenvolvimento de uma vacina contra hepatite B. | Escócia                        |
| 1988      | Louis Martens Kunkel, Harvard Medical School | Pela descoberta do gene associado com a forma maior da distrofia muscular. | Estados Unidos                 |
| 1989      | Yuet Wai Kan, Universidade da Califórnia em São Francisco | Por triagem genética pré-natal de doenças sanguíneas. | Estados Unidos                 |
| 1990      | Ano sem premiação. | |                                |
| 1991      | David Cushman e Miguel Ondetti, Bristol Myers-Squibb | Pela terapia do inibidor da enzima de conversão da angiotensina. | Estados Unidos Argentina       |
| 1992      | Roscoe Brady, National Institutes of Health | Pelo tratamento da doença de Gaucher. | Estados Unidos                 |
| 1993      | Stuart Orkin, Harvard Medical School. | Por mecanismos genéticos e moleculares da beta-talassemia e outras desordens sanguíneas. | Estados Unidos                 |
| 1994      | J.R. Warren, Royal Perth Hospital e Barry Marshall, University of Virginia | Por relacionar úlceras com a bactéria helicobacter pylori. | Austrália                      |
| 1995      | John A. Clements, University of California, San Francisco | Pela descoberta da surfactante pulmonar e o desenvolvimento da terapia sulfactante pulmonar. | Estados Unidos                 |
| 1996      | Leo Sachs, Weizmann Institute of Science e Donald Metcalf, University of Melbourne | Pela descoberta dos fatores de crescimento das células sanguineas. | Israel Austrália               |
| 1997      | Robert Gallo, University of Maryland School of Medicine, and Luc Montagnier, Queens College, New York | Por isolar o vírus da imunodeficiência humana. | Estados Unidos França          |
| 1998      | K. Frank Austen, Harvard Medical School | Por elucidar a ação do leucotrieno na asma. | Estados Unidos                 |
| 1999      | Michael S. Brown e Joseph L. Goldstein, University of Texas Southwestern Medical School, Akira Endo (biochemist), Tokyo Noko University | For Development of HMG-CoA reductase inhibitors. | Estados Unidos Japão           |
| 2000      | David Baltimore, California Institute of Technology, Brian Druker, Oregon Health Sciences University, Nicholas Lydon, Amgen, Inc., Alex Matter, Novartis Pharma AG, and Owen Witte, University of California, Los Angeles.                                                                    | For Development of Abl kinase inhibitors for use in the treatment of chronic myelogenous leukemia | Estados Unidos Switzerland     |
| 2001      | Eugene Braunwald, Harvard Medical School, and Barry Coller, Rockefeller University School of Medicine. | For work in cardiac physiology and pathophysiology, leading to the use of monoclonal antibodies to platelet surface antigens in antithrombotic therapy.                                                                                     | Estados Unidos                 |
| 2002      | Alfred Sommer, Johns Hopkins University Bloomberg School of Public Health | For epidemiologic insight into the effects of Vitamin A deficiency, and the resulting reduction in childhood mortality worldwide. | Estados Unidos                 |
| 2003      | Sidney Pestka, University of Medicine and Dentistry of New Jersey Robert Wood Johnson Medical School, David Goeddel, Tularik, Inc., and Charles Weissmann, Imperial College School of Medicine, London                                                                                        | For purification and characterization of interferon alpha; cloning of the human interferon alpha gene and mass production of recombinant interferon alpha for cancer treatment and treatment of hepatitis C.                                | Reino Unido Estados Unidos     |
| 2004      | Susan Band Horwitz, Albert Einstein College of Medicine | For her seminal contributions to the understanding of how the antitumor agent Taxol kills cancer cells. | United States                  |
| 2005      | M. Judah Folkman, Harvard Medical School e Boston Children's Hospital | Pela descoberta do tumor angiogênese, e por trabalho pioneiro no desenvolvimento de terapias antiangiogênicas para o câncer. | Estados Unidos                 |
| 2006      | Dennis Slamon, UCLA, Robert Weinberg, MIT, Michael Shepard, Receptor BioLogix, Inc, and Axel Ullrich, Center for Molecular Medicine, | For their work in identifying HER-2/neu as an oncogene and development of the anti-HER-2/neu monoclonal antibody Herceptin for breast cancer therapy.                                                                                       | Estados Unidos Alemanha        |
| 2007      | Harald zur Hausen e Lutz Gissmann, German Cancer Research Center | For work leading to the development of a vaccine against human papillomavirus. | Alemanha                       |
| 2008      | Dr. Lloyd Aiello, Joslin Diabetes Center | For the discovery, characterization and implementation of laser panretinal photocoagulation, which is used to treat proliferative diabetic retinopathy                                                                                      | Estados Unidos                 |
| 2009-2010 | Dr. Howard Green, Harvard Medical School | For development of methodologies for the expansion and differentiation of human keratinocyte stem cells for permanent skin restoration in victims of extensive burns.                                                                       | Estados Unidos                 |
| 2011      | Dr. Alain Carpentier, Hôpital européen Georges-Pompidou, and Dr. Robert Langer, Massachusetts Institute of Technology | For their application of bioengineering principles to fundamental improvements in human health. | Estados Unidos França          |
| 2012      | Dr. Julian Adams, Infinity Pharmaceuticals, Dr. Kenneth C. Anderson, Dana-Farber Cancer Institute, Dr. Alfred L. Goldberg, Harvard Medical School, and Dr. Paul G. Richardson, Dana-Farber Cancer Institute                                                                                   | For the discovery, preclinical and clinical development of bortezomib to FDA approval and front line therapy for the treatment of patients with multiple myeloma.                                                                           | Estados Unidos                 |
| 2013      | Dr. David Botstein, Princeton University, Ronald W. Davis, Stanford University School of Medicine, and Dr. David Hogness, Stanford University School of Medicine | For their seminal contributions to the concepts and methods of creating a genetic map in the human, and of positional cloning, leading to the identification of thousands of human disease genes and ushering in the era of human genetics. | Estados Unidos                 |
| 2014      | Dr. Oleh Hornykiewicz, Medical University of Vienna, Roger A. Nicoll, University of California, San Francisco, Dr. Solomon H. Snyder, Johns Hopkins School of Medicine | For seminal contributions to our understanding of neurotransmission and neurodegeneration. | Áustria Estados Unidos         |
| 2015      | Ruth Sonntag Nussenzweig e Victor Nussenzweig, NYU Langone Medical Center, Tu Youyou of the China Academy of Chinese Medical Sciences, Beijing | For their pioneering discoveries in chemistry and parasitology, and their personal commitment to translating these discoveries into effective chemotherapeutic and vaccine-based approaches to controlling malaria                          | Brasil China                   |
| 2016      | Rodolphe Barrangou, North Carolina State University, Philippe Horvath, DuPont, Jennifer Doudna, University of California, Berkeley, Emmanuelle Charpentier, Max Planck Institute for Infection Biology and Umeå University, Virginijus Šikšnys, Vilnius University Institute of Biotechnology | For their remarkable contributions to the understanding of the CRISPR bacterial defense system and the revolutionary discovery that it can be adapted for genome editing                                                                    | França Estados Unidos Lituânia |
| 2017      | Arlene Sharpe, Harvard Medical School, Gordon Freeman, Dana Farber Cancer Institute, Lieping Chen, Yale University, James P. Allison, University of Texas and Anderson Cancer Center, Tasuku Honjo, Kyoto University                                                                          | For their collective contributions to the pre-clinical foundation and development of immune checkpoint blockade, a novel form of cancer therapy that has transformed the landscape of cancer treatment.                                     | Estados Unidos Japão           |
| 2018      | Francis Collins, Paul Negulescu, Bonnie Ramsey, Tsui Lap-Chee, Michael Welsh | For identifying faulty gene behind devastating disease, development of precision-targeted therapies | Estados Unidos China           |
| 2019      | Edward Boyden, Karl Deisseroth, Peter Hegemann, Gero Miesenböck | Por trabalho pioneiro na área da optogenética, uma técnica revolucionária que usa a luz e modificações genéticas para controlar as células do cérebro.                                                                                      | United States Germany Austria  |